# M94 (天体)
座標:  12h 50m 53.148s, +41° 07′ 12.55″
M94（NGC 4736）はりょうけん座にある渦巻銀河である。

## 概要
M94はセイファート銀河と呼ばれる活動銀河の一つである。二重のリング構造を持ち、内側のリングでは爆発的な星形成が起こっている。また、黒眼銀河 (M64) と共に、りょうけん座I銀河群またはM94銀河群と呼ばれる銀河群の一員とされることもある。この銀河群はおとめ座超銀河団を構成する銀河クラウドの1つ、りょうけん座クラウドに含まれている。
双眼鏡では恒星がにじんだような姿が分かる。小口径望遠鏡では球状星団のように見える。口径10cmの望遠鏡で中心がよく輝いているのが見える。マラスは口径10cmの望遠鏡で見て「壮観。中心部が明るくよく輝く。ここは星状ではない」とした。彼のスケッチは腕のようなものが見受けられる。口径20cmでは核ははっきりと見える。この周囲に光が拡散しているが微かでどのあたりが境界なのか分からない。境界は空の条件によってかなり見え方が違う。

## 観測史
1781年3月22日にピエール・メシャンよって発見され、2日後にシャルル・メシエによって記録された。メシエは「チャールズの心臓（コル・カロリ）の上。星のない星雲で8番星と平行。中心がよく輝いて、星雲状のものが少しばかり拡散する。うさぎ座のM79と似ているが、これよりも明るい。」と記した。ジョン・ハーシェルは「不正円形で輝く核。どうにか分解されそう」と記している。スミスは「彗星状の星雲。きれいで青白い。微星が密集したもののような兆候がある。中央が周囲から少しずつ明るくなっている。視野に数個の星が見え、南側のしぶんぎ座にあるものは重星である」としている。1855年にロス卿は「核のまわりに暗いリングがある。丸くこの外側を明るいリングが取り囲むが破損し不完全である。この目標は多分渦状であろう。微かな星雲状のものが沢山外周に見られる」とした。

## ギャラリー

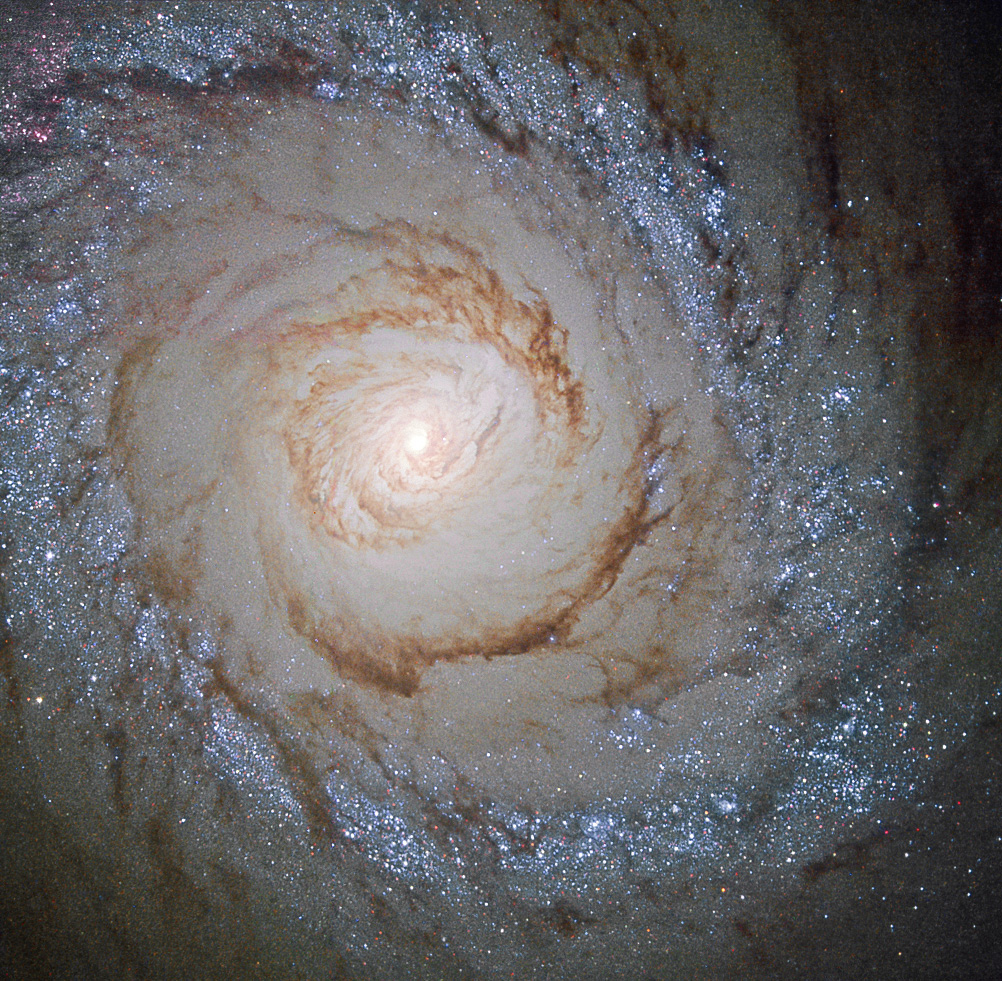
M94